# 战争安魂曲
《战争安魂曲》（英語：War Requiem），Op. 66，是本杰明·布里顿1961年（1962年1月正式完成）为新建的考文垂大教堂（二战中炸毁）创作的一部安魂曲，部分歌词为拉丁文，部分为威尔弗雷德·欧文的诗。
除去歌手外，演奏本作品需要一个大管弦乐团和一个室内管弦乐队，时长80至85分钟。2019年，它被收入美国国会图书馆的国家录音档案（National Recording Registry）。